# Šahovski savez Češke Republike
Šahovski savez Češke Republike (češ. Šachový svaz České republiky), krovno tijelo športa šaha u Češkoj. Sjedište je u Pragu - Brevnovu, Zatopkova 100/2. Osnovan je 1905. i član je FIDE od 1924. godine. Član je nacionalnog olimpijskog odbora. Češka pripada europskoj zoni 1.4. Predsjednik je Viktor Novotný (ažurirano 21. listopada 2019.).

## Vanjske poveznice
- Službene stranice